# Oded Goldreich
Oded Goldreich (em hebraico:  עודד גולדרייך) (Tel Aviv, 4 de fevereiro de 1957) é um professor de ciência da computação nas faculdades de matemática e ciência da computação do Instituto de Ciência Weizmann, em Israel.
Seus interesses de pesquisa encontram-se dentro da teoria da computação. Especificamente, o jogo de aleatoriedade e computação, os fundamentos da criptografia e a teoria da complexidade computacional.
Goldreich explorou o desenvolvimento de sequência pseudoaleatórias ,
provas com conhecimento zero, avaliação de funções protegidas, e outras áreas em complexidade computacional.

## Livros
Goldreich também é autor de vários livros, incluindo: Foundations of Cryptography, que vem em dois volumes (volume 1 em 2001, volume 2 em 2004 ) Computational Complexity: A Conceptual Perspective (2008), e Modern Cryptography, Probabilistic Proofs and Pseudorandomness (1998).